# José Javier Barkero
José Javier Barkero Saludes (ur. 28 kwietnia 1979 w Aretxabalecie) – piłkarz hiszpański grający na pozycji lewego pomocnika.

## Kariera klubowa
Karierę piłkarską Barkero rozpoczął w baskijskim klubie Real Sociedad. W 1996 roku zaczął występować w rezerwach tego klubu w rozgrywkach Segunda División B. W sezonie 1998/1999 zdołał zadebiutować w Primera División, ale był to jedyny mecz Barkero w tamtym sezonie. W 2000 roku został wypożyczony do francuskiego Toulouse FC i 19 sierpnia zaliczył swój debiut w Ligue 1, w meczu z RC Lens (1:2). W Toulouse rozegrał 3 spotkania i w 2001 roku wrócił do Realu. W trakcie sezonu 2001/2002 ponownie został wypożyczony, tym razem do grającego w Segunda División, SD Eibar. W sezonie 2002/2003 jako rezerwowy wywalczył z Sociedadem wicemistrzostwo kraju. Sezon 2003/2004 rozpoczął w barwach "txuri-urdin", ale zakończył go jako gracz Polideportivo Ejido z drugiej ligi Hiszpanii. W latach 2004–2005 znów był zawodnikiem Realu Sociedad, a łącznie dla tego klubu rozegrał 62 mecze i zdobył w nich 6 bramek.
Latem 2006 roku Barkero przeszedł do Albacete Balompié, po tym jak Sociedad spadł do Segunda División. W Albacete swoje pierwsze spotkanie rozegrał 27 sierpnia przeciwko Ponferradinie (2:0). W sezonie 2007/2008 należał do najlepszych strzelców Albacete, gdy zdobył 11 goli, ale nie zdołał awansować z tym klubem do Primera División.
Latem 2008 Barkero został zawodnikiem Numancii. W jej barwach zadebiutował 31 sierpnia 2008 w wygranym 1:0 domowym spotkaniu z Barceloną. W sezonie 2008/2009 był najskuteczniejszym zawodnikiem Numancii.
W 2011 roku odszedł do Levante UD.
| Sezon   | Klub                | Kraj      | Rozgrywki          | Mecze | Bramki |
| ------- | ------------------- | --------- | ------------------ | ----- | ------ |
| 1996/97 | Real Sociedad B     | Hiszpania | Segunda División B | 32    | 4      |
| 1997/98 | Real Sociedad B     | Hiszpania | Tercera División   | ?     | ?      |
| 1998/99 | Real Sociedad B     | Hiszpania | Tercera División   | 35    | 18     |
| 1998/99 | Real Sociedad       | Hiszpania | Primera División   | 1     | 0      |
| 1999/00 | Real Sociedad       | Hiszpania | Primera División   | 6     | 1      |
| 2000/01 | Toulouse FC         | Francja   | Ligue 1            | 3     | 0      |
| 2001/02 | Real Sociedad       | Hiszpania | Primera División   | 8     | 0      |
| 2001/02 | SD Eibar            | Hiszpania | Segunda División   | 19    | 3      |
| 2002/03 | Real Sociedad       | Hiszpania | Primera División   | 11    | 0      |
| 2003/04 | Real Sociedad       | Hiszpania | Primera División   | 3     | 0      |
| 2003/04 | Polideportivo Ejido | Hiszpania | Segunda División   | 3     | 0      |
| 2004/05 | Real Sociedad       | Hiszpania | Primera División   | 13    | 3      |
| 2005/06 | Real Sociedad       | Hiszpania | Primera División   | 17    | 2      |
| 2006/07 | Albacete Balompié   | Hiszpania | Segunda División   | 26    | 2      |
| 2007/08 | Albacete Balompié   | Hiszpania | Segunda División   | 40    | 11     |
| 2008/09 | CD Numancia         | Hiszpania | Primera División   | 37    | 12     |
| 2009/10 | CD Numancia         | Hiszpania | Segunda División   | 37    | 7      |
| 2010/11 | CD Numancia         | Hiszpania | Segunda División   | 37    | 14     |
| 2011/12 | Levante UD          | Hiszpania | Primera División   | 32    | 7      |
| 2012/13 | Levante UD          | Hiszpania | Primera División   | 28    | 5      |

## Kariera reprezentacyjna
W latach 1999–2000 Barkero zaliczył 2 spotkania w reprezentacji U-21. W 1999 roku z kadrą U-20 wywalczył złoty medal na młodzieżowych mistrzostwach świata.